# Municipio de North Fork (condado de Ashe)
El municipio de North Fork (en inglés: North Fork Township) es un municipio ubicado en el  condado de Ashe en el estado estadounidense de Carolina del Norte. En el año 2010 tenía una población de 868 habitantes.

## Geografía
El municipio de North Fork se encuentra ubicado en las coordenadas 36°25′6.44″N 81°41′8.4″O / 36.4184556, -81.685667.